# Dávid Losonczi
Dávid Losonczi (Budapest, 1 de julio de 2000) es un deportista húngaro que compite en lucha grecorromana.
Ganó tres medallas en el Campeonato Mundial de Lucha entre los años 2022 y 2025. Participó en los Juegos Olímpicos de París 2024, ocupando el quinto lugar en la categoría de 87 kg.

## Palmarés internacional
| Campeonato Mundial | Campeonato Mundial      | Campeonato Mundial | Campeonato Mundial |
| Año                | Lugar                   | Medalla            | Categoría          |
| ------------------ | ----------------------- | ------------------ | ------------------ |
| 2022               | Belgrado (Serbia)       | Medalla de bronce  | 87 kg              |
| 2023               | Belgrado (Serbia)       | Medalla de plata   | 87 kg              |
| 2025               | Bratislava (Eslovaquia) | Medalla de oro     | 87 kg              |